# Simon Biwott
Simon Biwott (3 marzo 1970) è un ex maratoneta keniota.

## Palmarès

### Mondiali
- 1 medaglia:
  - 1 argento (Edmonton 2001 nella maratona)

## Altre competizioni internazionali
1998
- 5º alla Maratona di Roma ( Roma) - 2h12'14"
- Oro alla Maratona di Città del Messico ( Città del Messico) - 2h16'48"
- Oro alla Cancun Marathon ( Cancún) - 2h13'19"

1999
- 8º alla Maratona di New York ( New York) - 2h11'25"
- Bronzo alla Maratona di Rotterdam ( Rotterdam) - 2h07'41"
- Oro alla Monterrey Half Marathon ( Monterrey) - 1h01'27"

2000
- Oro alla Maratona di Berlino ( Berlino) - 2h07'42"
- Oro alla Milano Marathon ( Milano) - 2h09'00"
- 8º alla Mezza maratona di Lisbona ( Lisbona) - 1h03'41"

2001
- Oro alla Maratona di Parigi ( Parigi) - 2h09'40"
- 9º alla Maratona di Fukuoka ( Fukuoka) - 2h12'47"

2002
- Argento alla Maratona di Berlino ( Berlino) - 2h06'49"
- Oro alla Maratona di Rotterdam ( Rotterdam) - 2h08'39"
- 15º alla Mezza maratona di Lisbona ( Lisbona) - 1h01'42"
- Bronzo alla Rio de Janeiro Half Marathon ( Rio de Janeiro) - 1h04'14"

2004
- 9º alla Maratona di Mumbai ( Mumbai) - 2h19'09"
- 5º alla Mezza maratona di Ferrara ( Ferrara) - 1h05'21"
- Argento alla Saint Jude Half Maraton ( Memphis) - 1h05'44"
- 4º alla Mezza maratona di Piacenza ( Piacenza) - 1h06'26"
- 5º alla Maratonina d'inverno ( San Bartolomeo in Bosco) - 1h05'17"
- 5º alla Mezza maratona di Baltimora ( Baltimora) - 1h06'47"
- 17º alla Corrida di San Geminiano ( Modena), 13,1 km - 40'23"
- 7º alla Outback Steakhouse ( Hyattsville), 8 km - 24'05"

2005
- Bronzo alla Maratona di Caen ( Caen) - 2h17'13"
- 43º alla Maratona di Mumbai ( Mumbai) - 2h37'22"
- Bronzo al Giro delle Mura Città di Feltre ( Feltre), 9,5 km - 27'26"

2006
- 62º alla Nairobi Standard Chartered Marathon ( Nairobi) - 2h23'32"